# Sioux

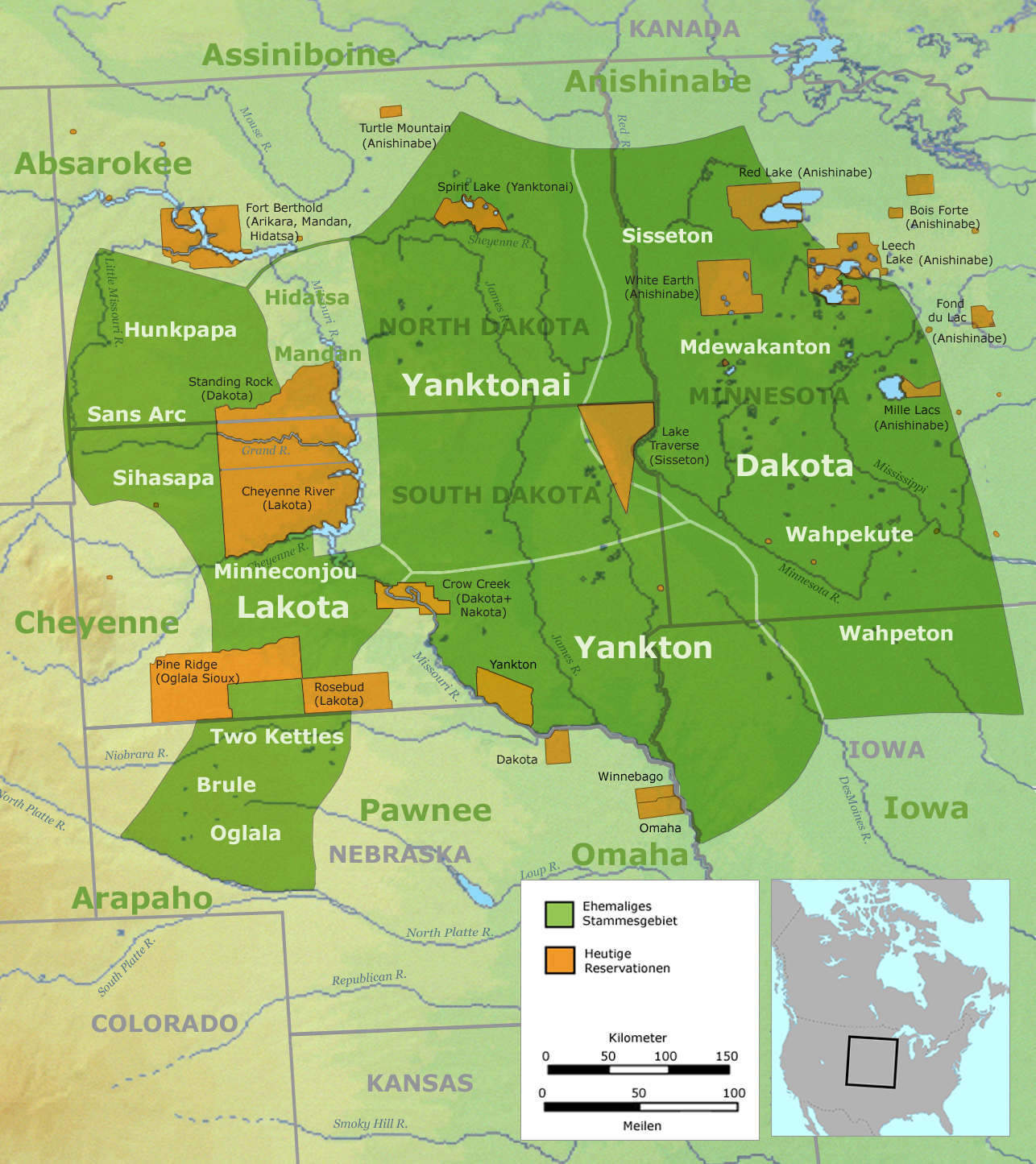
Ehemaliges Stammesgebiet der Sioux und benachbarter Stämme und heutige Reservationen

Sioux (franz.: [sju:], engl.: [suː], deutsch: [zi:ʊks], Dakota: Očhéthi Šakówiŋ /otʃʰeːtʰi ʃakoːwĩ/) ist sowohl die Bezeichnung für eine Gruppe von nordamerikanischen Indianervölkern als auch für eine Sprachfamilie. Als Sioux (im engsten Sinn) werden drei Gruppen nahe miteinander verwandter Sprachen bezeichnet: Lakota, Westliche Dakota und (östliche) Dakota. Das Volk der Dakota diente als Namensgeber für die beiden US-Staaten North Dakota und South Dakota.
Um 1800 dominierten diese Gruppen der Sioux fast ganz Nord- und Süd-Dakota, Nord-Nebraska, Ost-Wyoming, Süd-Montana, Nord-Iowa sowie den Westen Minnesotas. Die Assiniboine, die sich von den Yanktonai-Sioux abgespalten hatten und deren Sprache als eigenes Idiom betrachtet wird, dominierten die südlichen kanadischen Prärieprovinzen sowie den Nordosten Montanas und den Nordwesten Nord-Dakotas. Die mit ihnen eng verwandten Stoney lebten meist nördlich und westlich der Assiniboine auf den Prärieprovinzen und streiften vom Süden British Columbias bis ins nördliche Montana.
Sprachlich verwandt sind die Stämme der Absarokee, Hidatsa, Iowa, Kansa, Mandan, Missouri, Omaha, Osage, Oto, Ponca, Quapaw und Ho-Chunk (Winnebago).
Laut dem US-Zensus von 2010 bezeichneten sich 170.110 Personen in den Vereinigten Staaten als Angehörige der Sioux-Nation.

## Name
Die Bezeichnung Sioux ist eine kolonialfranzösische Kurzform des Ojibwa-Worts „Nadouessioux“ (kleine Schlangen), das seinerseits eine französische Schreibweise für das Algonkinwort „Natowessiw“, Plural „Natowessiwak“ ist. Aus diesem Schimpfwort leitet sich „Nadowe-is-iw-ug“ ab, was „sie sind die geringeren Feinde“ bedeutet. In der deutschsprachigen Literatur des 18. und 19. Jahrhunderts wird daraus häufig die Bezeichnung Nadowessi[er], etwa in „Nadowessische Todtenklage“ von Friedrich Schiller.
Sioux ist die einzige Bezeichnung für alle sieben dieser Gruppe zugerechneten Stämme.
Das Lexem „Sioux“ ist eine abwertende Bezeichnung der Anishinabe für eine Anzahl Indianerstämme der Dakota-/Lakotagruppe und sprachlich verwandter Stämme, allesamt Feinde der Anishinabe. Allerdings haben einige Sprachwissenschaftler darauf hingewiesen, dass mit Rücksicht auf die Proto-Algonkin-Terminologie das Lexem auch umgedeutet werden kann als „Sprecher einer fremden Sprache“. Dagegen weisen andere Sprachwissenschaftler darauf hin, dass es durchaus typisch war, von seinen Feinden als „Schlangen“ zu sprechen. Dies ist auch der Grund, weshalb die Shoshone als „Schlangenindianer“ bezeichnet wurden. Ein weiteres Problem der Umdeutung des Begriffes liegt darin, dass das Proto-Algonkin lediglich eine rekonstruierte Sprache ist, die vor Tausenden von Jahren gesprochen wurde.

## Kultur und Lebensweise

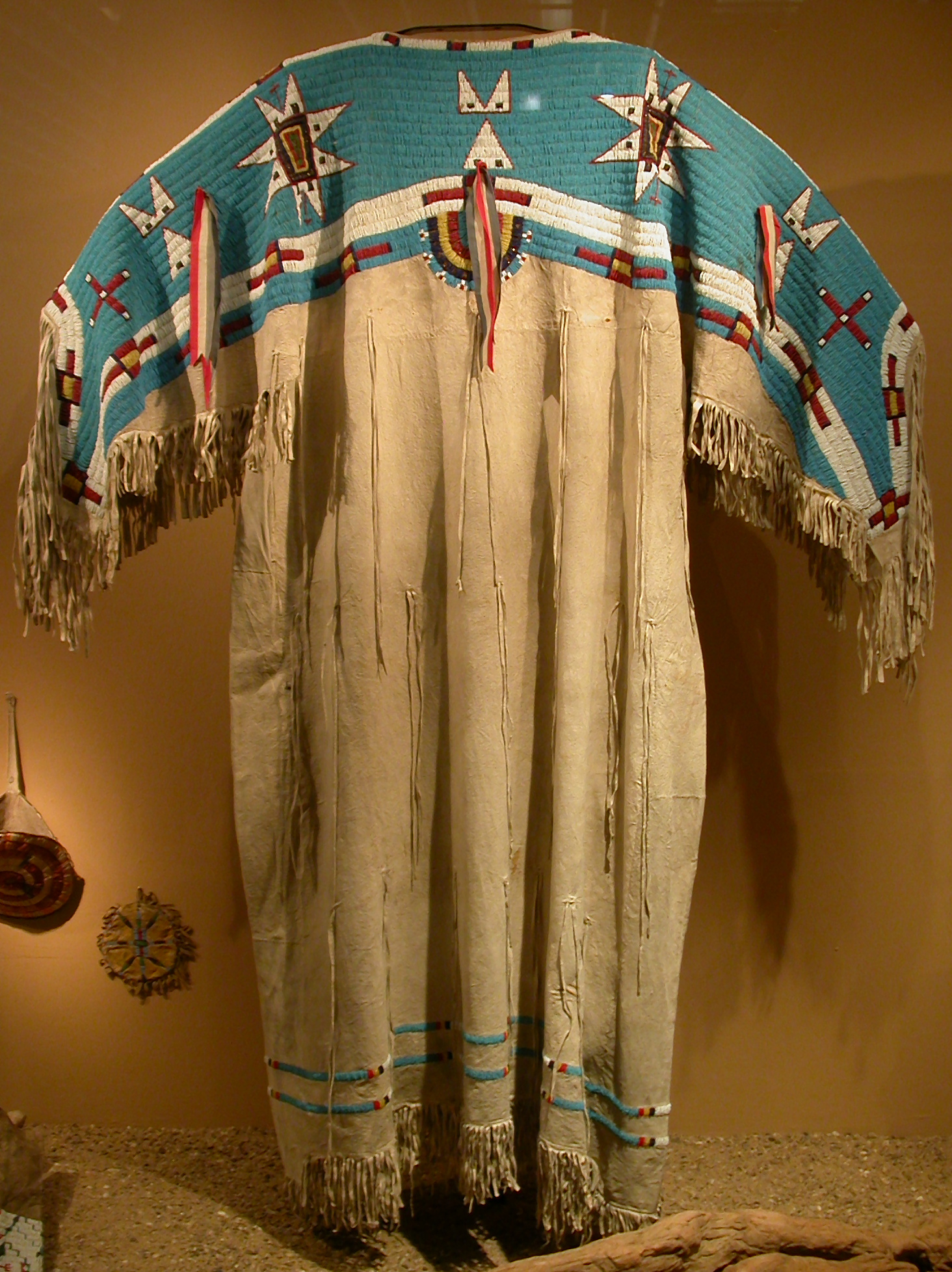
Frauenkleid der Sioux

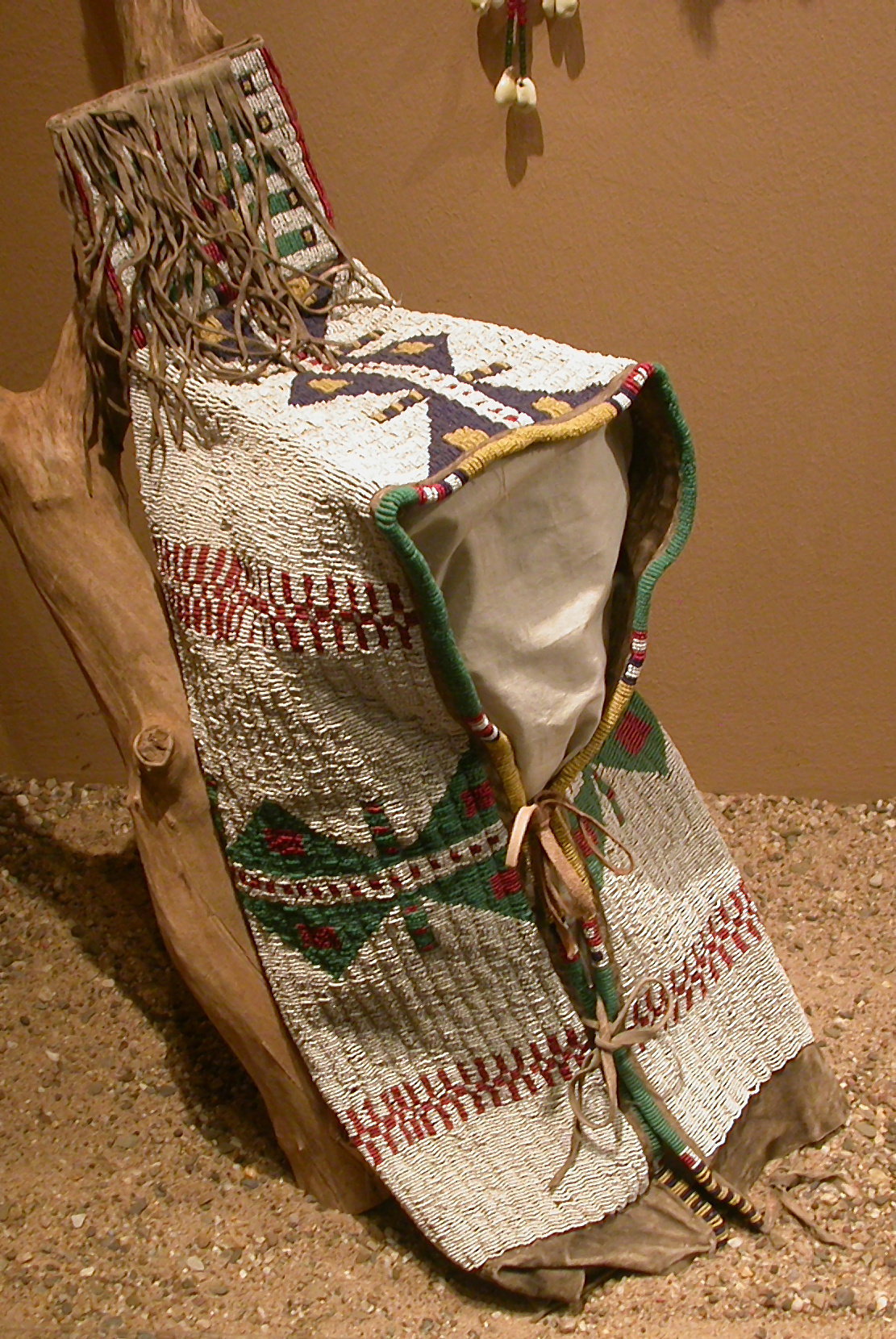
Babytrage der Sioux

Die Sioux teilten viele kulturelle Merkmale mit anderen Plainsindianern. Sie lebten in Tipis, ein Wort aus der Siouxsprache. Die Lakota zogen ganzjährig in diesen Zelten umher, die Dakota nur während der Jagd im Sommer und im Winter. Die Männer erwarben Ansehen durch mutige Taten sowohl im Krieg, als auch bei der Jagd, durch Großzügigkeit und Weisheit. Das Erbeuten von Pferden und Skalps bei einem Überfall auf Feinde war ein Beweis für Mut, Tapferkeit und Geschick. Kriegsführung und übernatürliche Dinge wurden eng miteinander verknüpft, so dass ihnen in mystischen Visionen wahrgenommene Gestalten, Muster und Symbole auf die Schilde, die Pferde, die Tipis und schließlich auch (für Feierlichkeiten und Kriegszüge) ins Gesicht gemalt wurden, um die Träger vor ihren Feinden und bösen Geistern zu schützen. Die Sioux praktizierten eine sorgfältig ausgearbeitete Form des Sonnentanzes, den sie Häuptlings-Stammes-Fest (chief tribal festival) nannten.
Ihr religiöses System kannte vier Mächte, die über das Universum herrschten, und die wiederum in vier Hierarchien unterteilt waren. Grundlage dieser Mächte war wakan, die geheimnisvolle Lebens- und Schöpferkraft, die in der Summe als Weltseele Wakan Tanka (Großes Geheimnis) bezeichnet wurde. Dinge, Naturerscheinungen oder Menschen mit herausragenden oder ungewöhnlichen Eigenschaften waren ebenfalls wakan, denn darin offenbarte sich die Existenz der übernatürlichen Mächte (Animismus). Die Büffelgestalt hatte auch einen wichtigen Platz in ihrer traditionellen Religion. Bei den Teton war der Bär die wichtigste Figur; das Erscheinen des Bären in einer Vision wurde als Heilkraft angesehen. Die Santee Sioux veranstalteten eine zeremonielle Bärenjagd, um Schutz für ihre Krieger zu gewinnen, bevor sie zu einem Kriegszug aufbrachen.
Sioux-Frauen waren geschickt bei Handarbeiten mit Stachelschweinborsten und Perlenstickereien, die geometrische Muster zeigten. Polizeifunktionen wurden von militärischen Gesellschaften ausgeübt, deren wichtigste Aufgabe die Überwachung der Büffeljagden war. Andere Gesellschaften kümmerten sich um den Tanz und die spirituellen Rituale. Es gab auch Frauengesellschaften.

### Jahreszeiten und ihre Tätigkeiten
Die Monate eines Jahres wurden nach den wichtigsten Tätigkeiten und Ereignissen bezeichnet. Die Sommermonate trugen Namen der reifenden Früchte, wie „Monat der Erdbeere“ (Mai), „Monat der reifen Felsbirnen“ (Juni), „Monat der reifen Kirschen“ (Juli) und „Monat der reifen Pflaumen“ (August), die von den Sioux geerntet wurden. Einige Monate nannten sich nach jahreszeitlichen Erscheinungen, so der „Monat der gelben Blätter“ (September) und der „Monat der fallenden Blätter“ (Oktober). Der November war der „Monat der haarlosen Kälber“, weil in diesem Monat die Bisons geschlachtet wurden und deren Embryos unbehaart waren. Die Wintermonate wurden „Monat des Frosts im Tipi“ (Dezember) und „Monat, in dem die Bäume platzen“ (Januar) genannt. „Der Monat der entzündeten Augen“ bezog sich auf die Schneeblindheit, unter der viele im Februar litten. März war der „Monat, in dem der Samen sprießt“ und der April, der Jahresanfang, war der „Monat der Geburt der Kälber“.
Im Frühling verließen die Familiengruppen das Hauptlager, um Fleisch und Nahrung zu sammeln. Wahrscheinlich hatten die Sioux in dieser Zeit ein großes Angebot an Wapitis, Gabelböcken und Bisons. In den Frühlingsmonaten zapften Männer und Frauen der Dakota den Saft des Eschenahorn, um Sirup zu bereiten. In den wärmeren Monaten bezogen die östlichen Sioux-Völker kuppelförmige Wigwams, die mit Baumrinde gedeckt waren. Die Tipis wurden bei dieser Gelegenheit mit frischen Häuten erneuert oder ausgebessert. Zu Beginn des Sommers wurden die Häute geräuchert und zu Leggins oder Mokassins verarbeitet. Im Mai oder Juni zogen sie in ein höheres Gelände. Diese Wanderung war Tradition und wurde oft mit einer Jagd in Verbindung gebracht, wenn die Nahrung knapp wurde. Der größte Teil des Sommers wurde damit verbracht, Zeremonien zu veranstalten, z. B. Visionssuche, kultische Feiern, Stammeswahlen und Feste zu Ehren der weiblichen Tugenden. Höhepunkt der Feiern war der Sonnentanz. Danach entschied eine gewählte Gruppe über die Aktivitäten im Herbst. Am Ende des Sommers wurden Herbstjagden organisiert, die sie „Tates“ nannten. Der Herbst war eine arbeitsreiche Zeit für die Frauen, die Beeren und Nüsse sammelten und das Fleisch für den Winter trockneten, um Pemmikan zu bereiten. Wenn der Herbst zu Ende ging, zogen die Sioux in vor der Witterung geschützte Winterlager. Während die Lakota keinen Feldbau betrieben, kultivierten die Dakota Mais, Bohnen und Kürbisse.

### Die Bisonjagd

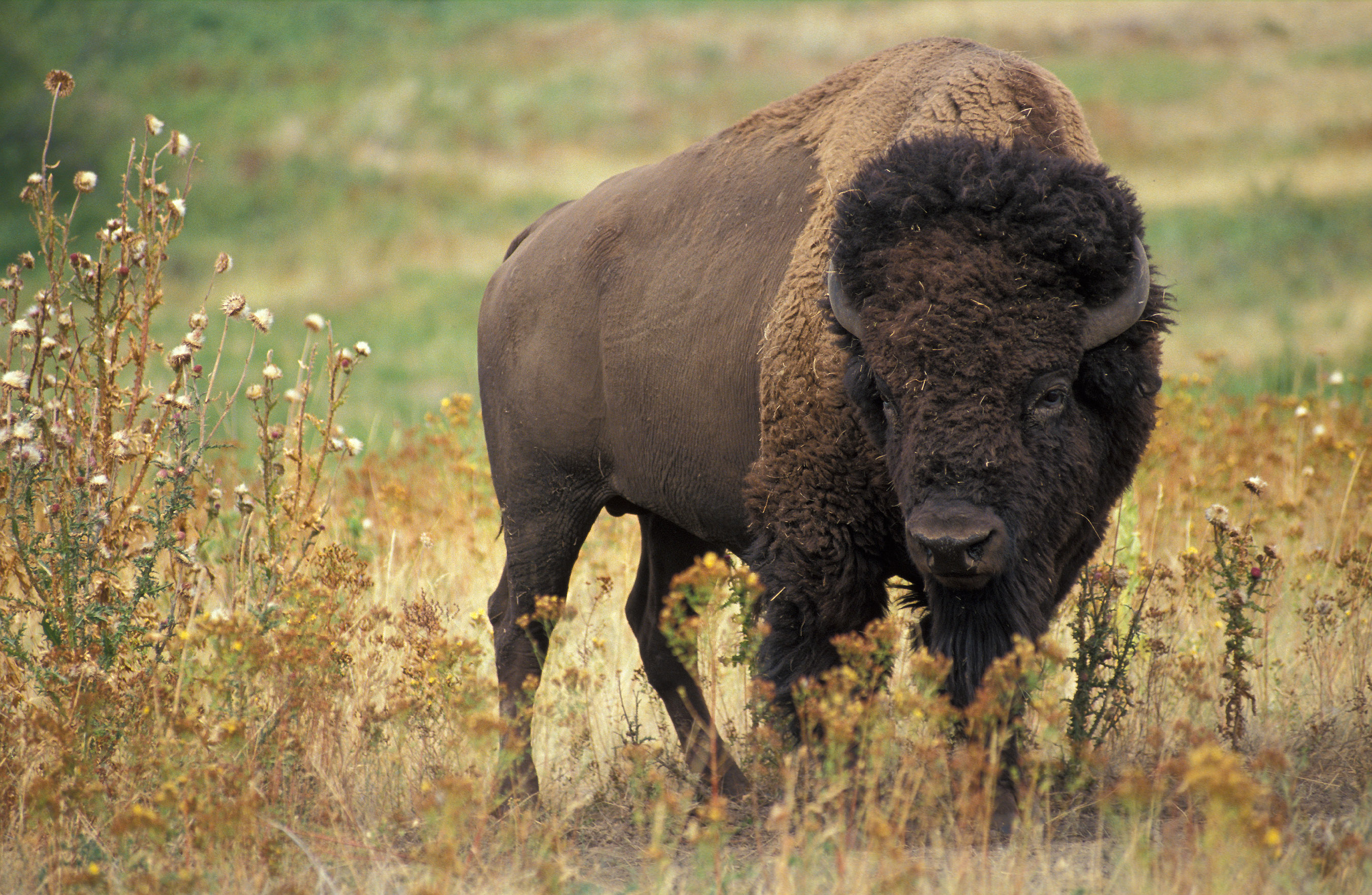
Amerikanischer Bison

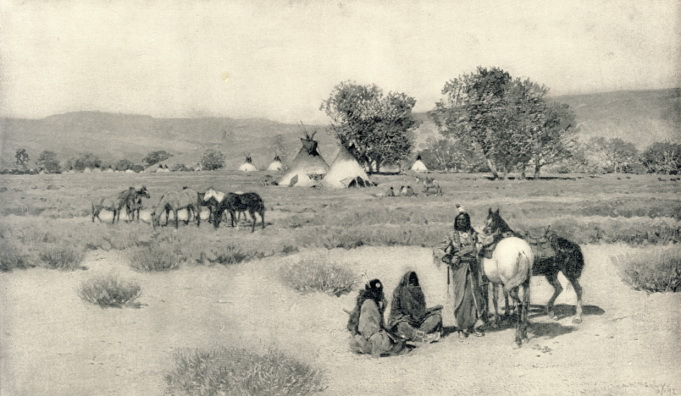
Sioux-Lager, 1894

Die Sioux waren ursprünglich Ackerbauern, die nur gelegentlich Bisons jagten. Erst als sie ab 1700 die von den Spaniern eingeführten Pferde übernahmen, sind sie als nomadische Bisonjäger anzusehen. Die Jagd war Aufgabe der Männer. In der Prärie und auf den Hochebenen gab es riesige Bisonherden, aber auch Gabelböcke, Wapitis, Kaninchen und Stachelschweine und an den Flussläufen Biber und Enten. Das die Großen Ebenen beherrschende Tier war der Bison. Obwohl archäologische Funde beweisen, dass dieses Tier in Nordamerika weithin verbreitet war, beschränkte sich sein Lebensraum im 19. Jahrhundert auf die Plains, die von etwa 60 Millionen Bisons bevölkert waren. Der Bison hat ein schlechtes Sehvermögen, dafür sind aber sein Geruchssinn und sein Gehör außerordentlich gut, so dass sich die indianischen Jäger gegen den Wind anschleichen mussten.
Die frühen unberittenen Indianer der Plains jagten den Bison, indem sie die Tiere in Panik versetzten. Die in wilder Flucht davonstürmenden Tiere wurden in eine V-Form gezwungen und zu einer Klippe getrieben, von der sie in die Tiefe stürzten. An derartigen Stellen wurden alljährlich Tausende Tiere getötet, so viele zur gleichen Zeit, dass es unmöglich war, das ganze Fleisch zu verbrauchen.
Nach Ankunft des Pferdes auf den Großen Ebenen kultivierten die Sioux die Jagd zu Pferde. Entscheidend für den Jagderfolg war die Qualität des Pferdes. Es musste ausdauernd sein, denn selbst ein tödlich getroffener Bisonbulle konnte noch weit laufen, bevor er zusammenbrach. Es musste Mut besitzen und mit viel Geschick den nach ihm stoßenden spitzen Hörnern ausweichen. Ein derartiges Pferd wurde von der Familie behütet, und wenn Diebe aus feindlichen Stämmen in der Nähe waren, kam das Pferd ins Tipi und die Frauen mussten draußen schlafen.
Zur Bisonjagd war der Jäger nur mit ledernem Lendenschurz und Mokassins bekleidet. Bewaffnet war er mit einer kurzen Lanze oder mit einem Bogen und etwa 20 markierten Pfeilen, an denen der Schütze später erkennbar war. War der Jäger nahe genug am ausgewählten Bison, versuchte er eine Stelle hinter der letzten Rippe zu treffen. Normalerweise waren mindestens drei Treffer nötig, um das Tier zu erlegen. Die Bisonjagd war eine gefährliche Angelegenheit, der manches Pferd und auch Jäger zum Opfer fielen.
Der Bison war für die Sioux von zentraler Bedeutung und wurde als heiliges Tier verehrt. Er versorgte Indianer mit den wichtigsten Dingen, die für das Überleben auf den Hochebenen notwendig waren: Nahrung, Unterkunft und Kleidung. Aus der Haut von Bisonkälbern wurden weiche Windeln für die Neugeborenen gemacht. Die Häute von sechs bis acht ausgewachsenen Tieren ergaben die Abdeckung eines Tipis für die gesamte Familie. Außerdem entstanden aus Bisonhaut die Sohlen von Mokassins, Kleidungsstücke, Taschen, die verschiedensten Riemen und nicht zuletzt Boote. Das besonders dicke Nackenfell diente zur Herstellung von Schilden, aus Pansen entstanden Kochtöpfe und die Sehnen dienten als Garn, zum Beispiel zum Verbinden der Häute. Die Knochen wurden zu Schabern, Messern und Ahlen verarbeitet. Aus mit Riemen verbundenen Rippen stellten die Sioux Schlitten her. Die dicken Winterfelle boten Schutz und Wärme gegen die beißende Kälte auf den Plains. Das Fell diente außerdem zum Auspolstern von Wiegenbrettern und Kissen. Es gab Spielmarken aus Knochen, Puppen aus Bisonleder und Spielzeug aus Horn. Aus gefärbtem Bisonhaar entstanden Verzierungen, Bisonschwänze schmückten die Tipis. Der Bart der Tiere verzierte Kleidung und Waffen, Hörner und Haare dienten als Kopfschmuck. Aus der Blase entstanden Medizinbeutel, und aus Hufen und Hodensäcken fertigten die Indianer Rasseln für zeremonielle Zwecke.

### Errichtung eines Tipis

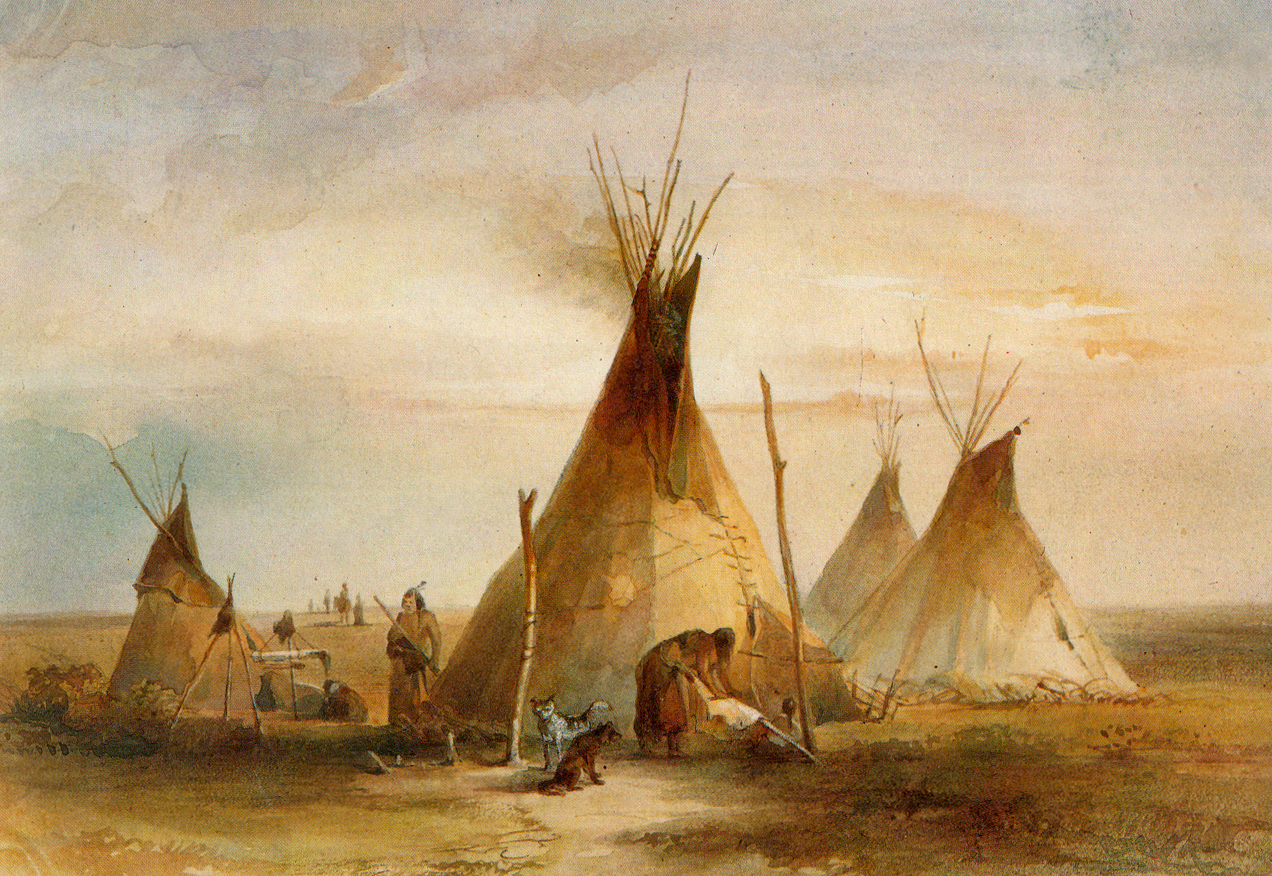
Sioux-Tipis, gemalt von Karl Bodmer, 1833

Das Tipi, das den Frauen gehörte, schützte im Sommer vor Hitze, im Winter vor Kälte und konnte selbst stürmischen Winden widerstehen. Der Auf- und Abbau des Tipis war Frauenarbeit, wobei zwei Frauen kaum länger als eine Stunde für die Errichtung benötigten. Das Tipi bestand im Normalfall aus einem Überzug aus abgeschabten, mit Sehnen zusammengenähten Bisonhäuten, der über ein Stangengerüst gezogen wurde. Die Sioux benutzten für das Gerüst ein Dreibein aus besonders kräftigen Stangen, die oben mit Riemen zusammengebunden wurden. Danach wurden die restlichen Stangen dagegen gelehnt und ebenfalls festgebunden. Schließlich diente die Verbindung zu einem Holzpflock im Inneren als Verankerung gegen Sturmböen. Der zusammengefaltete Lederüberzug wurde mit einer Hebestange in Position gebracht, über das Gerüst gezogen und am unteren Rand mit Holzpflöcken im Erdboden befestigt. Die offene senkrechte Naht wurde mit Holzstäben verschlossen und unter eine Türklappe angebracht. Zum Schluss wurden zwei dünne Stangen außerhalb des Tipis in die Taschen der Rauchklappen gesteckt, mit denen der Rauchabzug der Windrichtung angepasst oder ganz geschlossen werden konnte. Das normale Tipi der Sioux hatte am Boden einen Durchmesser von etwa fünf Metern und konnte eine ganze Familie aufnehmen.

## Geschichte

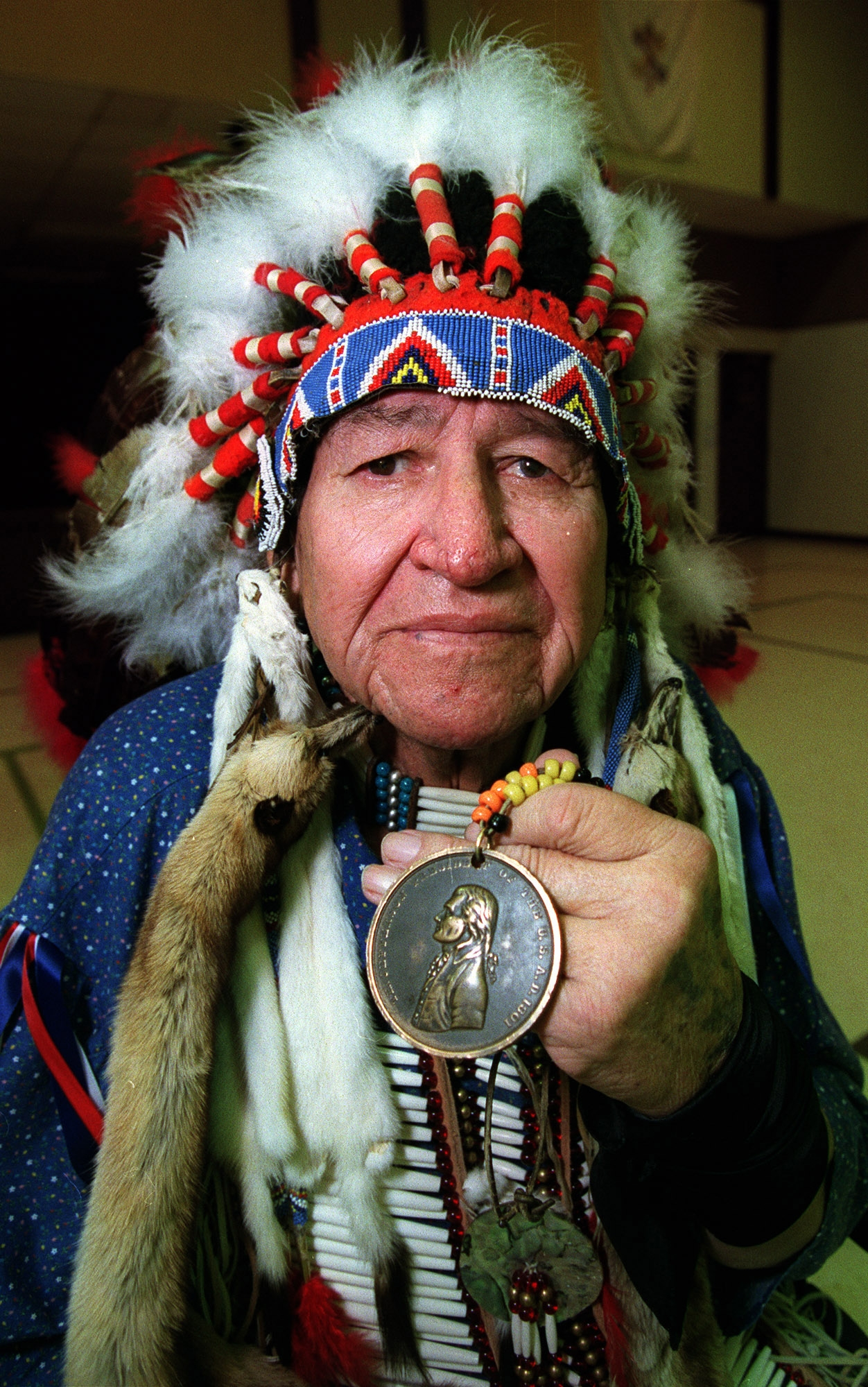
Paha Ska, einer der Älteren aus Keystone in Süddakota. Er gehört zu den Oglala Sioux in der Pine Ridge Reservation. In der Hand hält er eine Friedens- und Freundschaftsmedaille von Thomas Jefferson, Elyria in Ohio, 2001

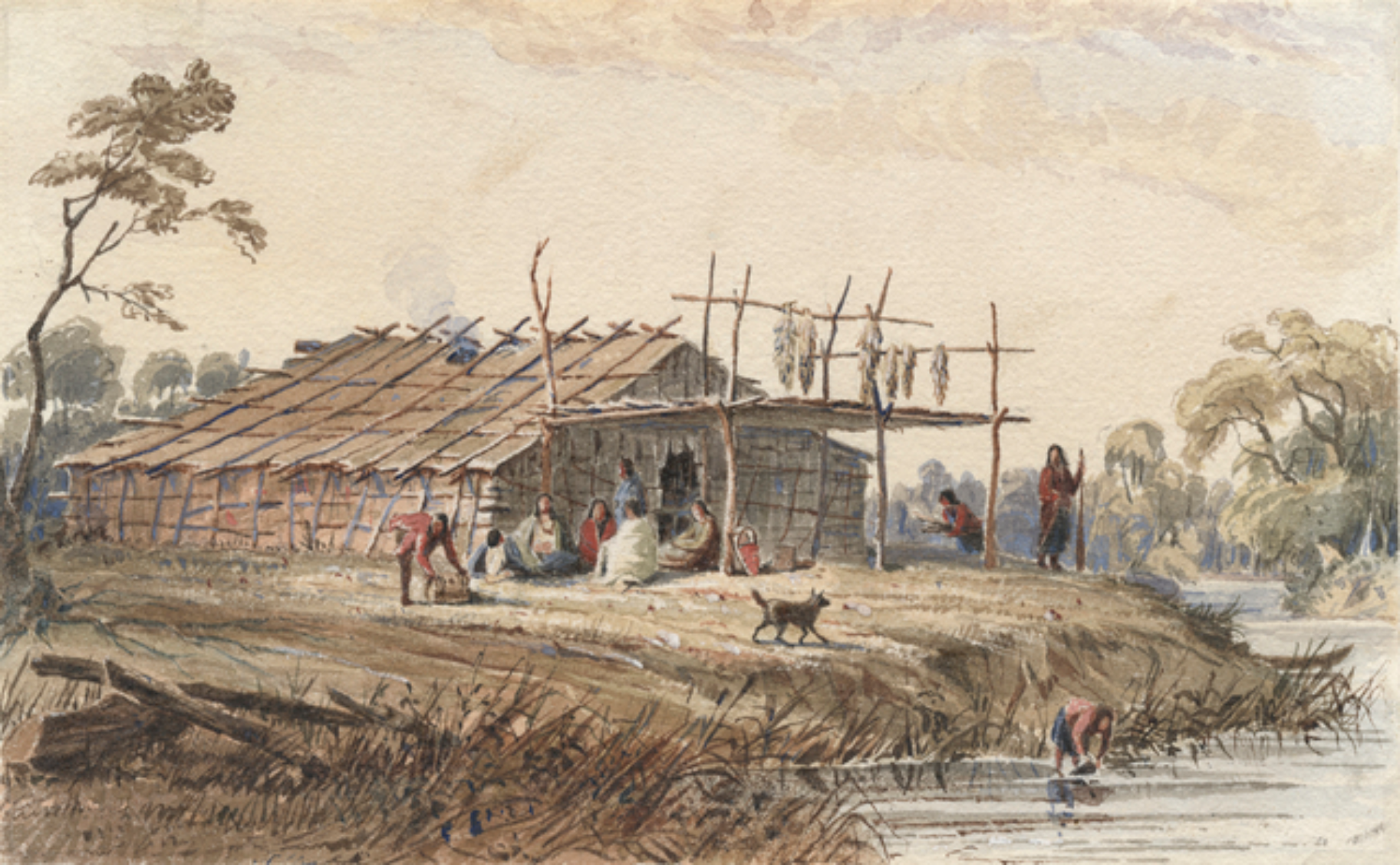
Ständiger Wohnsitz Sioux, Wahpeton (Dakota), 1846

Jérôme Lalemant beschrieb 1642 erstmals das Volk der Sioux, die Ackerbau betrieben und am Oberen See Mais und Tabak kultivierten. Ihre Dörfer waren gut befestigt und sie befanden sich ständig im Krieg mit den Cree und den Illinois. Die ersten Europäer, die mit Sicherheit zuerst auf die eigentlichen Sioux trafen, waren Medart Chouart und Pierre Radisson, die 1661 den Stamm der Ottawa besuchten, die wiederum Besuch von den Sioux erhalten hatten.
Bereits vor 1800 standen die Sioux auf dem Höhepunkt ihrer Macht. Sie besaßen Pferde und spätestens seit 1794 waren sie wegen ihrer Gewehre gefürchtet, wie der französische Händler Jean Baptiste Truteau (oder Trudeau) berichtet, der den Mississippi aufwärts fuhr und bis in den Süden Dakotas reiste. Der italienische Forschungsreisende Giacomo Beltrami lebte 1823 einige Monate beim Volk der Sioux. Er veröffentlichte 1823 das bis heute einzige Wörterbuch, das die Sprache der Sioux ins Englische übersetzte und gab in seinem 1824 in New Orleans veröffentlichten Buch Le découverte des sources du Mississippi eine genaue Beschreibung der Kultur und Bräuche der Sioux.
Von allen Great-Plains-Stämmen waren die Sioux die entschiedensten Gegner der weißen Eindringlinge in ihr Land. Mit dem Vorrücken der Siedlungsgrenze westlich des Mississippi in der Mitte des 19. Jahrhunderts versuchten die Vereinigten Staaten im Jahr 1851, durch den Abschluss des ersten Vertrages von Fort Laramie mit den Sioux, Shoshone, Cheyenne, Arapaho und anderen westlichen Stämmen den erwarteten Problemen mit den Indianern zuvorzukommen. Im Vertrag wurden die Grenzen für jeden Stamm in den gesamten nördlichen Großen Ebenen und die Lage der Forts und Trails innerhalb des Indianergebiets festgelegt.
In den Jahren 1851 und 1859 gaben die Dakota den größten Teil ihres Landes in Minnesota auf und bezogen eine Reservation, in der sie sesshaft werden und Landwirtschaft betreiben sollten. Doch Vertragsbrüche der Weißen zusammen mit dem Vorrücken der weißen Siedlungsgrenze führten 1862 zu einem blutigen Aufstand der Dakota unter der Führung von Little Crow. Nach ihrer Niederlage wurden sie zwangsweise in Reservationen in South Dakota und Nebraska gebracht.

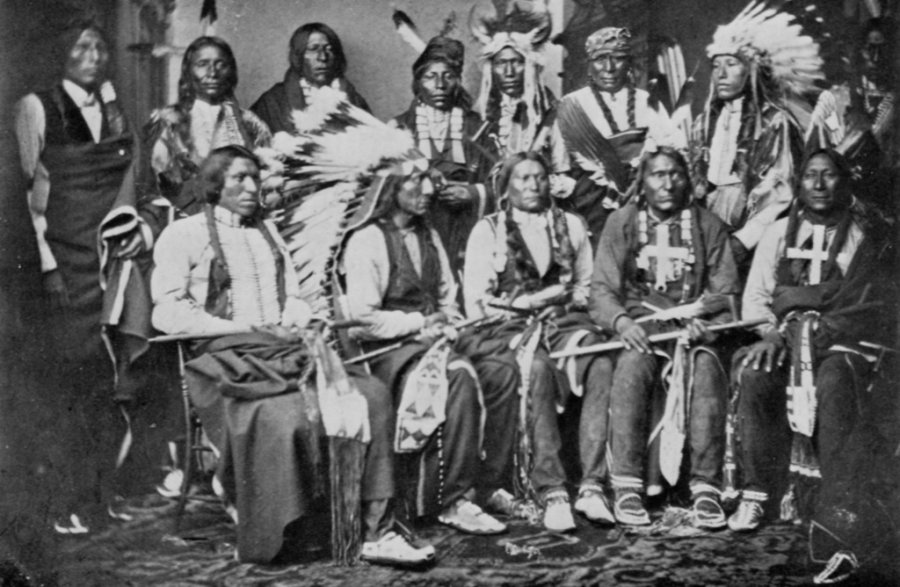
Häuptlinge der Sioux, 1877

Das Gebiet der nomadischen Teton- und Yankton-Sioux, das zwischen Missouri im Osten und Teton Mountains im Westen sowie zwischen Platte River im Süden und Yellowstone River im Norden lag, wurde in zunehmendem Maße von Weißen nach dem Goldrausch von 1849 überrannt. Diese Siouxstämme waren besonders über den Versuch der Regierung verbittert, eine Straße nach Bozeman in Montana (die Powder River Road), durch ihre bevorzugten Jagdgebiete in den Bighorn Mountains zu bauen. Der Oglalahäuptling Red Cloud führte 1865 bis 1867 einen Feldzug mit Tausenden von Sioux-Kriegern, um den Bau der Straße zu stoppen. Am 21. Dezember 1866 war eine Gruppe unter Häuptling Crazy Horse für das Fetterman-Gefecht verantwortlich, einem Gefecht, bei dem 81 US-Soldaten in der Nähe von Fort Phil Kearny getötet wurden. Die Vereinigten Staaten räumten schließlich im zweiten Vertrag von Fort Laramie im Jahr 1868 ihre Niederlage ein, verzichteten auf den Bozeman Trail und garantierten den Sioux den alleinigen Besitz des Gebiets westlich des Missouri in South Dakota.
Als in der Mitte der 1870er Jahre Gold in den Black Hills von South Dakota gefunden wurde, missachteten jedoch Tausende von Goldsuchern den zweiten Vertrag von Fort Laramie, überschwemmten die Sioux-Reservation, und provozierten 1876 eine weitere Runde von Feindseligkeiten. In der Schlacht am Little Bighorn-River im Juni 1876 konnte ein großes Kontingent von Sioux und Cheyenne Oberstleutnant George A. Custer besiegen und seine gesamte Truppe von über 200 Mann vernichten, doch dieser spektakuläre indianische Sieg änderte den Verlauf des gesamten Krieges nicht. Später in diesem Sommer wurden 3.000 Sioux am Tongue River von der Hauptarmee unter General Alfred Terry gefangen genommen. Die Sioux kapitulierten am 31. Oktober, wonach die Mehrheit in ihre Reservationen zurückkehrte.

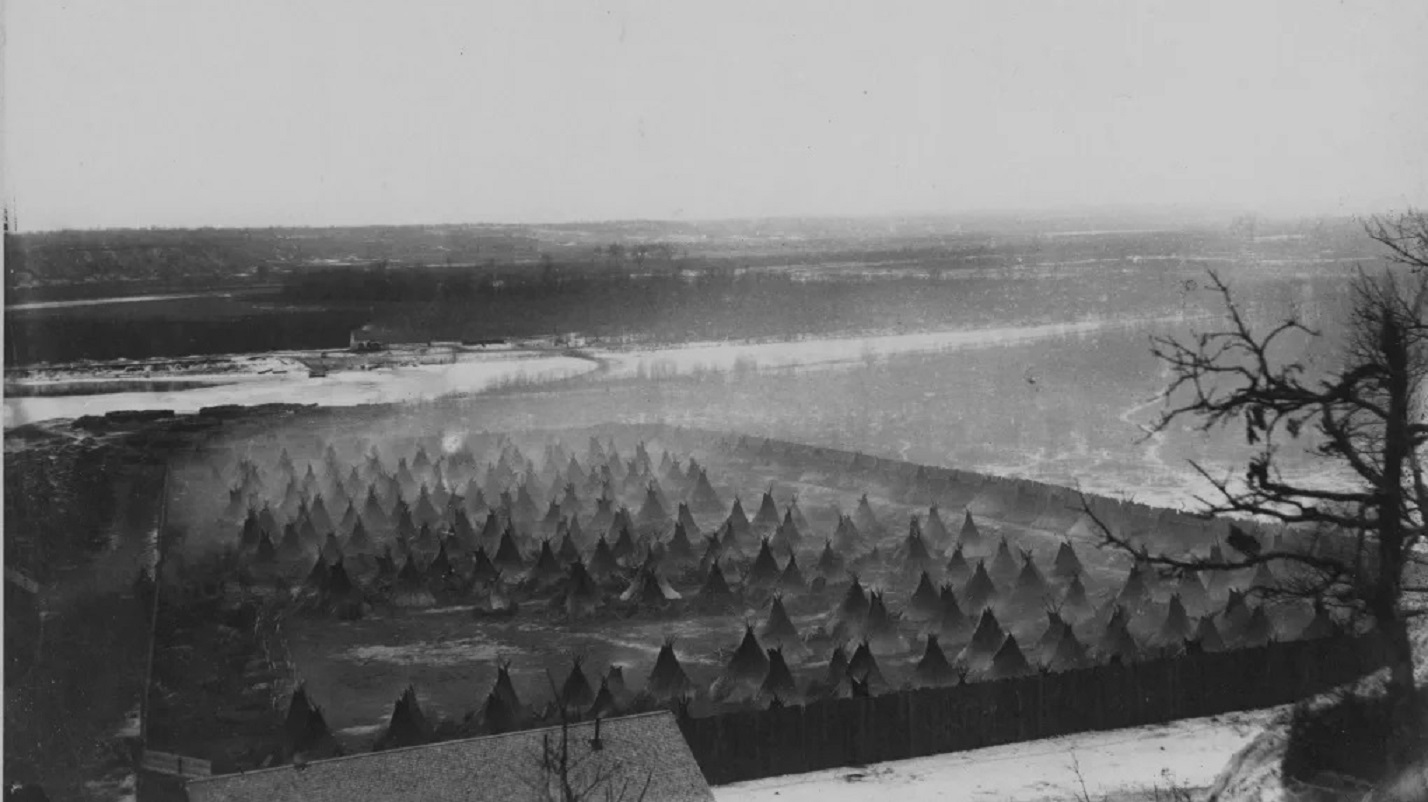
Internierungslager für 1.600 gefangene Dakota-Indianer auf Pike Island im Minnesota River unterhalb von Fort Snelling, Minnesota, 1862

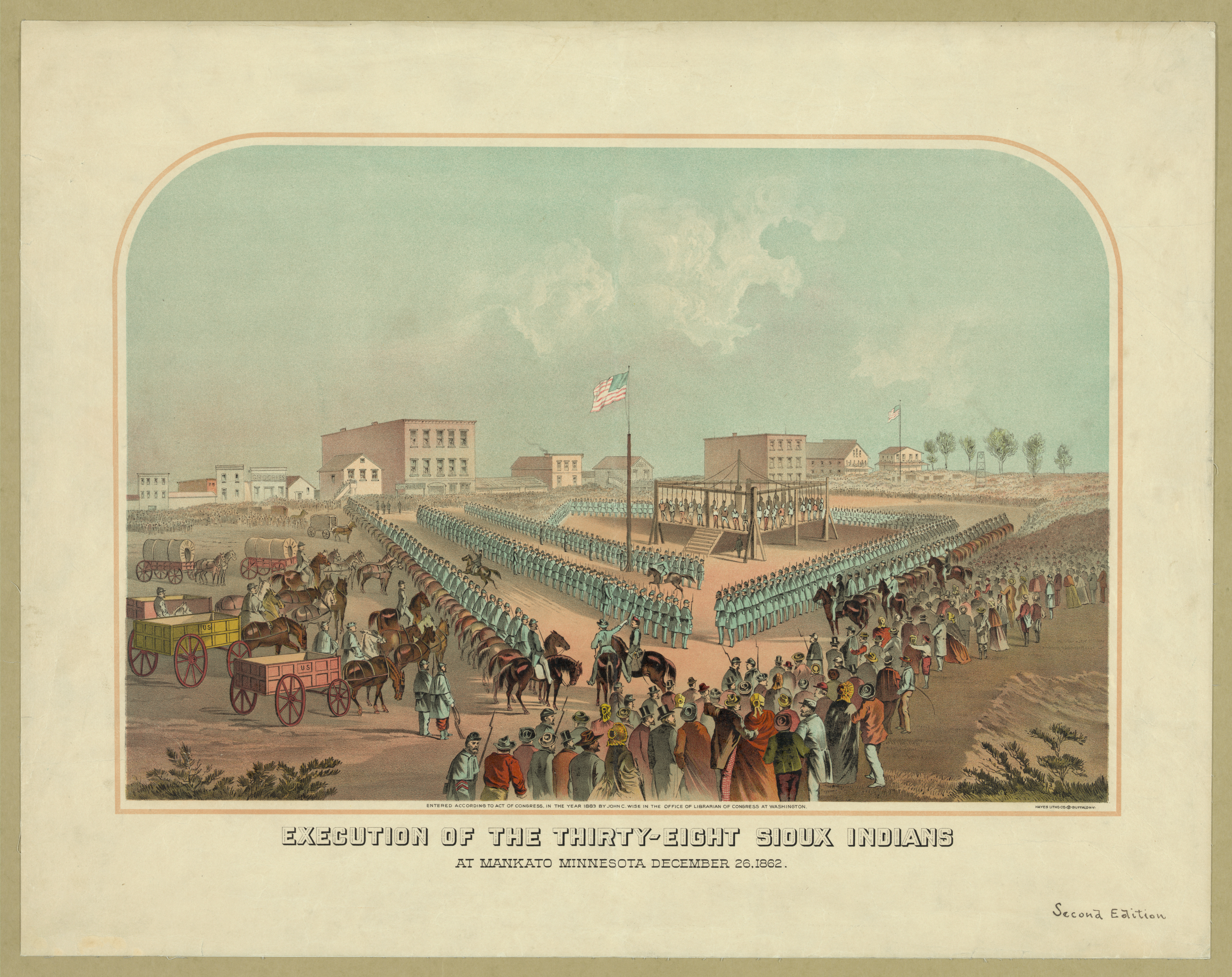
Exekution von 38 Sioux in Mankato, Minnesota, 26. Dezember 1862

Die Häuptlinge Sitting Bull, Crazy Horse und Gall weigerten sich jedoch, mit ihren Gruppen in Reservationen zu gehen. Crazy Horse wurde durch Spotted Tail von General Crook zugesichert, dass ihm bei Aufgabe ein eigenes Reservat am Powder River zugewiesen würde. Am 5. Mai 1877 führte Crazy Horse sein abgekämpftes und hungerndes Volk nach Fort Robinson, Nebraska, wo sich 800 Indianer ergaben. Die Versprechungen wurden allerdings nicht gehalten. Crazy Horse blieb auf der Red Cloud Agentur, aber seine Anwesenheit verursachte Unruhe unter den Sioux und das Misstrauen wuchs unter den Weißen. Aufgrund unbegründeter Gerüchte – an denen höchstwahrscheinlich Red Cloud beteiligt war – ordnete General Crook, von einer Flucht oder sogar einem Aufstand Crazy Horses ausgehend, seine Verhaftung an.
Am 5. September 1877 wurde Crazy Horse von der Spotted Tail Agency nach Fort Robinson überführt. Crazy Horse hatte nicht damit gerechnet, dass er verhaftet und in ein Wachhaus gesteckt werden sollte. Bei dem Versuch sich der Inhaftierung zu widersetzen wurde er von einem Soldaten mit einem Bajonett in den Unterleib, insbesondere durch die Leber gestochen. Crazy Horse starb noch in der gleichen Nacht.
Sitting Bull hatte im November 1876 mit seinen Anhängern die Grenze zu Kanada überschritten und dort um Asyl (um ein Reservat) nachgesucht. Kanada duldete die Flüchtlinge zunächst. Aufgrund des zunehmenden politischen Drucks der Vereinigten Staaten setzte Kanada aber ab 1880 alles daran, die ungebetenen Gäste wieder loszuwerden. Im Sommer 1880 deutete sich bereits an, dass die Nahrungsmittel, insbesondere das Jagdwild, knapp wurde. Die Lakota hungerten, und Kanada war nicht bereit, diese fremden Indianer zu alimentieren. Im Juli 1881 kehrte Sitting Bull in die Vereinigten Staaten zurück. Am 19. Juli 1881 kapitulierte er mit seinen Hunkpapa in Fort Buford.

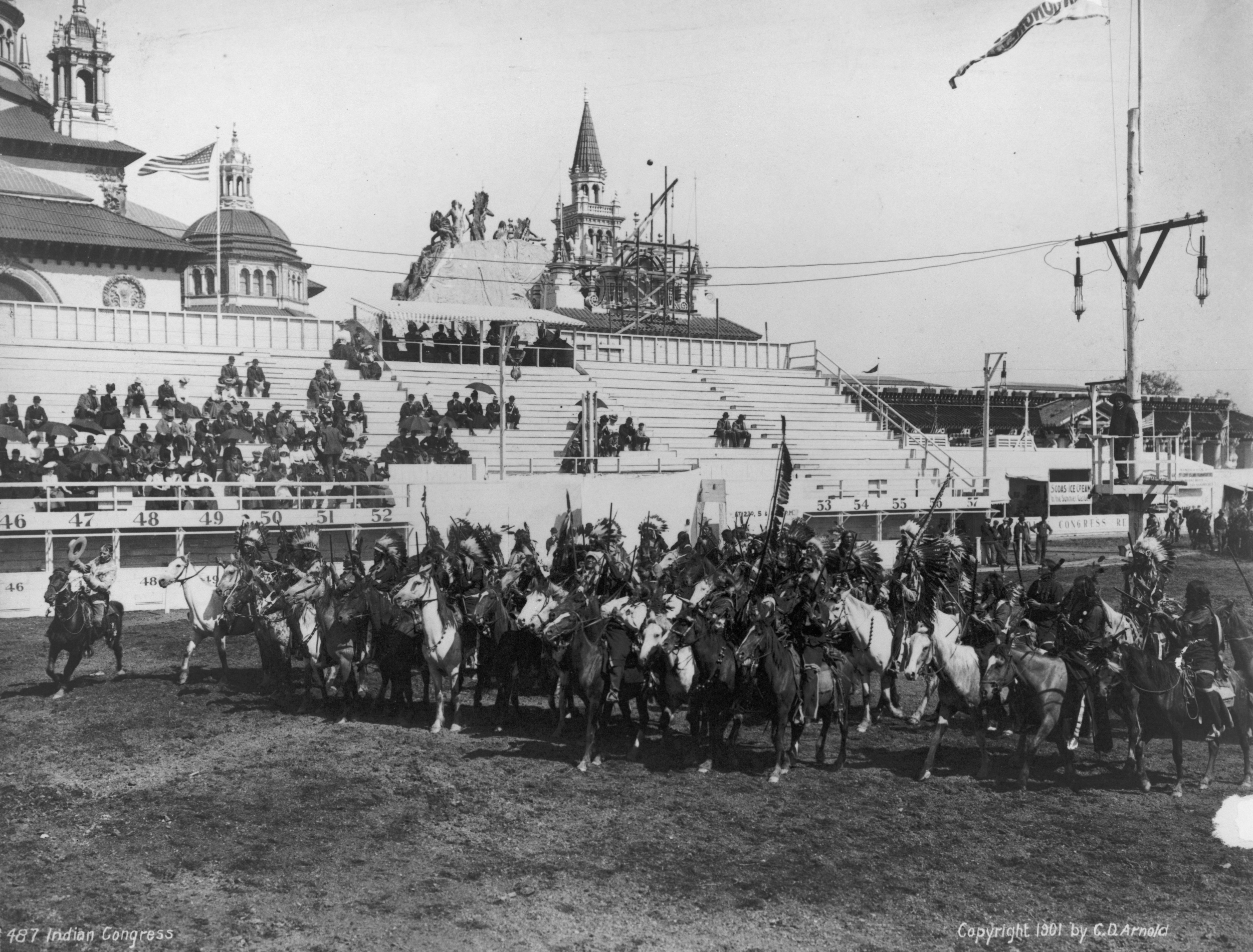
Indian Congress, Indianershow um 1901

In den Jahren 1890 bis 1891 verbreitete sich die religiöse Geistertanz-Bewegung, in der die Ankunft eines Messias, die Rückkehr zum alten nomadischen Jagdleben und die Wiedervereinigung mit den Toten gepredigt wurde. Sie hatte bei den Sioux ihr Zentrum, die besonders hart unter den Einschränkungen des Reservationslebens litten. Die Regierungsagenten glaubten, die Bewegung würde den Frieden stören und verhafteten ihre Rädelsführer. Sitting Bull wurde 1890 von der Indianerpolizei in der Schutzhaft erschossen. Schließlich setzte das Massaker von Wounded Knee, begangen an vielen Männern, Frauen und Kindern der Sioux, im Dezember 1890 einen Schlussstrich unter den vergeblichen Widerstand der Sioux gegen die weiße Vorherrschaft. 1894 wurde mit dem Film Sioux Ghost Dance in den Black-Maria-Studios der erste Film über das religiöse Ritual des Geistertanzes der Sioux gedreht.
Im Jahr 1905 wurde berichtet, dass der letzte Siouxhäuptling (aus der Zeit der Indianerkriege) Rain in the Face (dt.: Regen-ins-Gesicht) im Alter von 62 Jahren verstarb.
Laut dem US-Zensus von 2010 bezeichneten sich 170.110 Personen in den Vereinigten Staaten als Angehörige der Sioux-Nation.

## Stämme der Sioux
Zu den Dakota gehören die Mdewakanton, Wahpekute, Sisseton und Wahpeton. Zu den westlichen Dakota zählen die Yankton und Yanktonai und zu den Lakota die Hunkpapa, Sihasapa, Minneconjou, Itazipco, Two Kettles, Brulé und Oglala. Dazu kommen noch die sich von den Yanktonai abgespalteten Assiniboine und Stoney.